# Día del Inmigrante

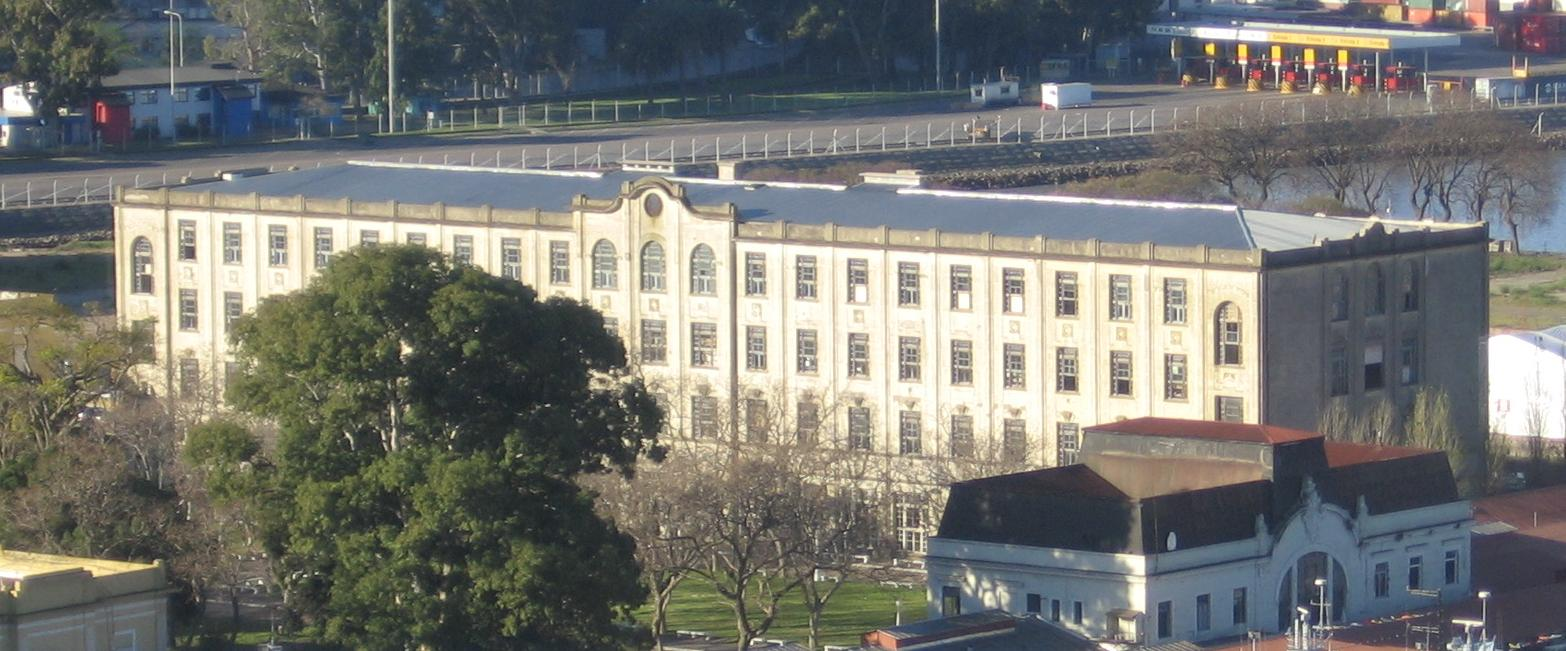
Antiguo "Hotel de los Inmigrantes" en el puerto de Buenos Aires, actualmente Museo de Inmigración.

El Día del inmigrante, en la Argentina, se celebra el 4 de septiembre de cada año desde que se lo estableció en 1949. Se eligió esa fecha en recuerdo de la disposición dictada por el Primer Triunvirato en esa misma fecha, pero del año 1812, que ofrecía protección a los individuos de todas las naciones que desearan fijar su domicilio en el país.

## Historia

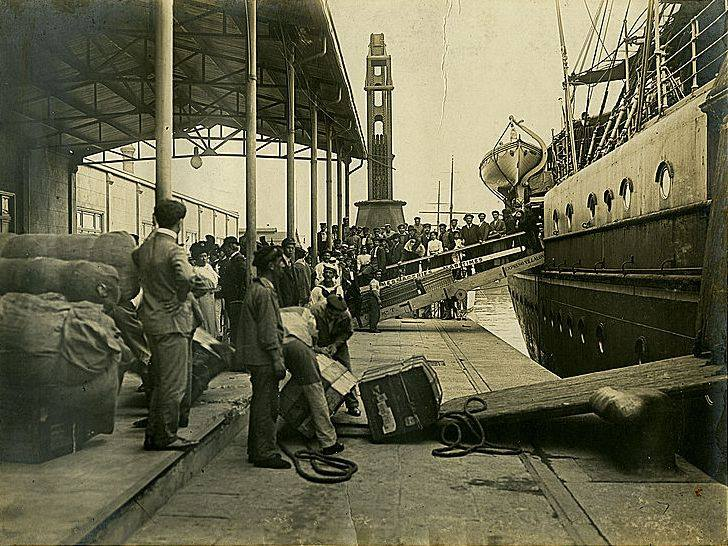
Desembarco de inmigrantes en el puerto de Buenos Aires en 1912

El 4 de septiembre de 1812 el primer decreto del Primer Triunvirato sobre fomento de inmigración estipulaba  que el gobierno argentino ofrecía "su inmediata protección a los individuos de todas las naciones y a su familia que quieran fijar  domicilio en el territorio del Estado", asegurándoles el pleno goce de los derechos del hombre en sociedad con tal de que no perturben la tranquilidad pública y respeten las leyes del país. Se creó una comisión de inmigración que  constituyó la primera entidad establecida para fomentar la inmigración y colonización del territorio. Las guerras por la independencia impidieron su funcionamiento, aunque fue reactivada años más tarde, cuando Bernardino Rivadavia fuera ministro del gobierno de Buenos Aires, en 1824. Fue disuelta el 20 de agosto de 1830 por orden de Juan Manuel de Rosas.
El preámbulo de la Constitución de la Nación Argentina hace referencia, desde 1853, a "todos los habitantes del mundo que quieran habitar el suelo argentino" y en su artículo 25 reafirmaba el fomento a la inmigración: "El gobierno federal fomentará la inmigración europea y no podrá restringir, limitar ni gravar con impuesto alguno la entrada en el territorio argentino de los extranjeros que traigan por objeto labrar la tierra, mejorar las industrias e introducir y enseñar las ciencias y las artes".

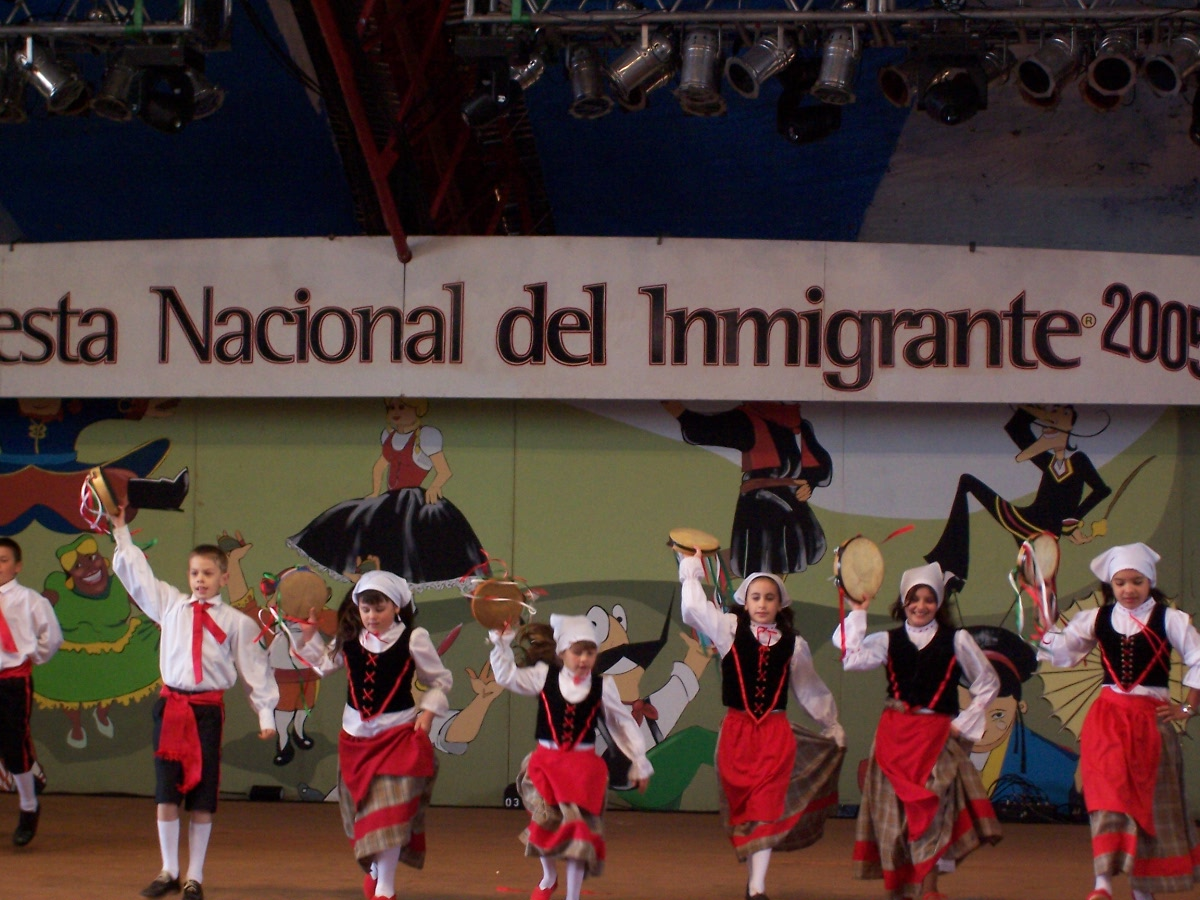
Ballet italiano, en la XXVI Fiesta Nacional del Inmigrante, en Oberá, Misiones.

En 1949, siendo  presidente Juan Domingo Perón, se estableció el Decreto n.º 21.430 para conmemorar la llegada de los inmigrantes al país, eligiéndose la fecha del 4 de septiembre en recuerdo de la disposición dictada por el Primer Triunvirato en tal fecha de 1812. El decreto expresa que el documento del Triunvirato “fue, en verdad, el punto de partida de una ininterrumpida serie de actos de gobierno; que a través de leyes, decretos y reglamentaciones estimuló, protegió y encauzó la inmigración” y destaca “...la conveniencia de que se rinda un permanente y público homenaje al inmigrante de todas las épocas, que sumó sus esperanzas a la de los argentinos, que regó la tierra con su sudor honrado, que ennobleció las artes, mejoró las industrias...”.